# Krzyżtopór (album)
Krzyżtopór – pierwszy album Wojciecha Jasińskiego, wydany w 1992 roku na nośniku kasety magnetofonowej.
Inspiracją muzyczną było zafascynowanie autora XVII-wiecznym zamkiem Krzyżtopór. Kompozycje i aranżacje Wojciech Jasiński. Nagrania zrealizowano w Studio „Manta 2” – Wawrzyszew. Realizacja i produkcja nagrań – Włodzimierz Kowalczyk. Wydawca „Fundacja im. Generała Sikorskiego – Kultura i Kosmos” w Jeleniej Górze.

## Lista utworów
1. „Przebudzenie” – 3:32
2. „Lot” – 3:24
3. „Samotna” – 1:05
4. „Krzyżtopór” – 7:05
5. „Pozdrowienia dla Marka” – 2:35
6. „W świetle” – 2:59
7. „Księżniczka” – 2:05
8. „K.G.” – 2:12
9. „Chory Song” – 3:33
10. „Dżungla” – 3:31
11. „Papuga z Karaibów” – 1:18
12. „Bracia Cystersi” – 7:17
13. „Oczyszczenie” – 2:33

## Autorzy
- Wojciech Jasiński – instrumenty klawiszowe
- Arkadiusz Religa – gitara
- Jarosław Łukomski – perkusja